# Cas de la Unió per a l'Alliberament de les Nacionalitats Fineses
El cas de la Unió per a l'Alliberament de les Nacionalitats Fineses o cas SOFIN (rus: дело «Союза освобождения финских народностей», СОФИН, delo «Soiuza osvobojdénia finskikh naródnostei», SOFIN; udmurt: дело «Финн выжыысь калыкъёсты мозмытон союз», delo «Finn vijiís kalikiostí mozmiton soiuz») va ser un muntatge del Directori Polític de l'Estat contra les principals figures culturals dels pobles finoúgrics de l'URSS. En el judici van ser acusats 28 intel·lectuals sobretot udmurts, però també komis, maris, mordovians, carelians i finesos. Les sentències, amb data del 9 de juliol de 1933,  van ser particularment dures, amb dues penes de mort en un temps en què encara no eren freqüents. Molts dels condemnats van ser posteriorment perseguits per les forces de seguretat soviètiques. Molts van ser condemnats a treballs forçats, van ser desterrats (a vegades durant dècades) o van patir l'internament en camps de concentració i després el desterrament. Part dels supervivents van deixar d'escriure en o sobre les seves llengües per por de represàlies, pel trauma de les persecucions o per les dues raons. L'impacte sobre la literatura, l'ensenyament i l'estudi de llengües finoúgriques de Rússia va ser enorme.

## Precedents
Anteriorment a l'inici del cas de la Unió per a l'Alliberament de les Nacionalitats Finlandeses, ja hi havia hagut muntatges policials amb judicis polítics, com els del cas Xakhti (1928) o el procés del Partit Industrial (novembre-desembre 1930). Per altra banda, la política de les nacionalitats de l'URSS havia estat molt favorable a les minories nacionals durant els anys vint amb un procés que promovia el seu empoderament, amb la indigenització de l'administració i una forta ampliació dels usos lingüístics de les llengües minoritzades. A inicis dels anys vint, aparegué el «principi del Piemont», segons el qual les minories de l'URSS, i, en primer lloc, els ucraïnesos i belarussos, havien de servir d'aparador de la política soviètica de cara als seus connacionals d'altres estats. En aquest període, en part amb aquesta intenció, els viatges d'estudis a l'estranger no foren infreqüents, per exemple de doctorands o professors universitaris maris, udmurts o komis a Finlàndia o Hongria. Tanmateix, a partir de finals dels anys vint, començaren a aparèixer signes d'un capgirament. Amb la conclusió de la Nova Política Econòmica (1921-1928) i la instauració del primer pla quinquennal (1928-1932), l'aliança tàcita entre bolxevics i intel·lectuals nacionalistes va començar a trencar-se.
A la tardor de 1928, per exemple, van ser detingudes 77 persones per una suposada conspiració contra l'estat soviètic organitzada per Mirsäyet Soltanğäliev i el 1931 es van fer públiques noves acusacions de panturquisme i panislamisme contra ell i persones relacionades, suposadament o no, amb ell.
Els precedents directes del cas de la Unió per a l'Alliberament de les Nacionalitats Finlandeses, van ser dues grans farses judicials contra suposats membres d'una Unió d'Alliberament d'Ucraïna i una Unió d'Alliberament de Belarús, en què els principals acusats eren intel·lectuals, particularment lingüistes.  Del 9 de març al 19 d'abril de 1930 es va fer a Khàrkiv un judici contra 45 científics, escriptors, professors i estudiants, suposats membres d'una dubtosa Unió d'Alliberament d'Ucraïna. Un bon nombre d'ells havien estat dirigents o membres de partits no bolxevics durant la Guerra Civil, com el presumpte dirigent de la Unió, el crític literari, exvicepresident de l'Acadèmia de Ciències d'Ucraïna i antic cap del partit Socialista Revolucionari Ucraïnès, Serhi Efrèmov (1876-1939). Es tractava només només de la punta de l'iceberg, ja que s'estima en milers de persones el nombre total de detinguts i processats amb relació a la Unió d'Alliberament d'Ucraïna. En el procés principal es dictaren quinze penes de mort, tot i que després totes foren commutades per deu anys de reclusió. De manera semblant, entre la primavera i la tardor de 1930 es detingueren 108 dels màxims representants de la intel·lectualitat belarussa, entre els quals els acadèmics Vatslau Lastouski (1883-1938), Stsiapan Nekraixèvitx (1883-1938) i Iasep Liòssik (1883-1940). Se'ls acusava de pertànyer a una imaginària Unió d'Alliberament de Belarús. Les penes foren pronunciades el 10 d'abril de 1931 i les més altes foren de deu anys de reclusió.
Específicament tocant les minories finoúgriques de Rússia, el «cas dels federalistes finoúgrics» va afectar sobretot intel·lectuals maris. El suposat cap de la trama inventada fou Timofei Ievséiev (1887-1937), director del Museu de la Regió Autònoma dels Maris, que ara porta el seu nom. Va ser detingut el 23 de gener de 1931. Altres destacats inculpats van ser Valerian Vassíliev (1883-1961), un dels fundadors de la filologia, l'etnografia i la musicologia maris i un dels primers escriptors maris i l'etnògraf Fiódor Iegórov (1886-?). Se'ls acusava de crear una organització que pretenia independitzar les autonomies finoúgriques de l'URSS (la regió mari, l'óblast komi, Carèlia, Udmúrtia i Mordòvia) per tal d'unir-les en una federació o incorporar-se a Finlàndia. El 3 de novembre de 1931 el «cas» fou jutjat a Moscou. Es retigué l'acusació d'«agitació antisoviètica», però es rebutjaren les més greus, entre les quals la d'espionatge en favor de Finlàndia. La majoria dels acusats foren condemnats a tres anys de deterrament. En reprendre's les arrestacions el 1937, els qui no havien tornat a Mari El no van ser detinguts de nou. Iégorov, per exemple, va anar a Omsk després de la condemna i no se'n va tenir mai més notícia. Vassíliev, que havia tornat a Ioixkar-Olà, va aconseguir amagar-se, el 1937, i fugir; la seva última obra publicada data, però, de 1936. En canvi, Ievséiev va ser detingut i afusellat.

## El cas SOFIN
Un punt clau en la repressió generalitzada de les elits de les minories nacionals es va assolir el 14 de desembre de 1932, quan el Politburó promulgà un decret que assenyalava el procés d’ucraïnització com a culpable del «sabotatge» de la política de requisició de gra de les autoritats centrals, la qual va portar a la fam de 1932 i 1933. El decret també va prohibir l’ensenyament obligatori de la llengua de les repúbliques a tots els ciutadans.
Les detencions del cas de la Unió per a l'Alliberament de les Nacionalitats Finlandeses es van dur a terme entre 1932 i 1933, poc després del judici dels «federalistes finoúgrics». En el judici públic que es muntà es van acusar un total de 28 persones; tanmateix, la quantitat de detencions i persones jutjades en relació amb el cas fou molt superior. Només a Udmúrtia, es va tractar de centenars de membres de la intel·ligèntsia (mestres, periodistes...).
Les persones detingudes comprenien els principals escriptors i lingüistes sobretot udmurts, però també komis, maris i mordovians. Estaven acusats d'organitzar un aixecament armat en cadascuna de les regions autònomes finoúgriques per separar-les de la Unió Soviètica i crear una Federació Finoúgrica. Els acusats, a més a més, suposadament actuaven com a espies de Finlàndia i Estònia i col·laboraven amb partidaris de Mirsäyet Soltanğäliev.
Com en altres casos, les activitats dels acusats en favor de l'estudi de les seva llengua, història o folklore es van interpretar com a mostres de nacionalisme; les organitzacions que havien format a aquests efectes en les últimes dues dècades, com a organitzacions polititzades i conspiratòries, i les relacions d'amistat o col·laboració, en una estructura rígida i jeràrquica de comandament, al cap de la qual hi havia Kuzebai Gerd, figura cabdal de la literatura i cultura udmurt.
La sentència va caure el 9 de juliol de 1933 i va resultar infreqüent per una època en què encara les penes de mort eren infreqüents. Alguns dels acusats foren els següents:
- Piotr Bargaixov (1901-?), bolxevic des de 1917, periodista a la revista udmurta Gudiri abans d'esdevenir funcionari soviètic, fou detingut a Moscou, on, des de 1930, treballava en l'administració dels kolkhozos. Va ser condemnat a tres anys. El 1939 va tornar a ser detingut. Va morir en reclusió, sense que se'n sàpiga el lloc ni la data.[35][36]
- Dmitri Bàtiev (1896-1941), etnògraf i principal impulsor de la fundació de l'Óblast Autònom Komi (1921) i director de la Societat per l'Estudi de la Regió Komi (1924), va ser condemnat a cinc anys de treballs forçats. Va ser detingut novament el 9 d'abril de 1941 i afusellat el 3 d'octubre.[37]
- Konstantin Baúixev (1894-1977), filòleg udmurt, un dels creadors de l'udmurt estàndard, profesor de rus a l'Institut Pedagògic Guertsen de Leningrad en el moment de la seva detenció, va ser condemanat a tres anys. Va ser detingut de nou el maig de 1937, però alliberat després de dos mesos i enviat a treballar a l'Institut Mèdic de Tomsk. No va tornar a treballar sobre l'udmurt.[38][39][40][41][42][43]
- Ivan Burdiúkov (1905-1937), estudiant udmurt, va ser condemnat a la pena de mort que li ser reduïda deu anys de treballs forçats, que va començar cumplir al camp de Solovki, a la Mar Blanca. El 9 d'octubre de 1937 va tornar a ser jutjat i 27, afusellat a Sandarmokh (Carèlia).[44][45][46]
- Trokai Boríssov (1891-1943), un dels principals impulsors de la creació, el 1920, l'Óblast Autònom Udmurt, va ser condemnat a cinc anys de treballs forçats.[47] Va ser empresonat primer a Irkutsk, des de 1936 a Almati i des de 1938 a Kostanai. El 1940 va ser novament condemnat a vuit anys. Va complir la seva condemna a la mina de plom de Malgobek. Va morir al camp d'Aktobe, a Ximkent (Kazakhstan) el 4 de juny de 1943.[48][49][50]
- Innakei Dmítriev-Kelda (1902-1994), filòleg i escriptor udmurt, va ser condemnat a cinc anys de deportació,[51] que va passar a Baýramaly (Turkmenistan). No va rebre permís per treballar a Moscou, on havia estudiat, juntament amb Kuzebai Gerd, els cursos de doctorat sobre llengües finoúgriques entre 1926 i 1930, o Udmúrtia. En conseqüència, va haver d'estar ensenyant a l'Institut Pedagògic d'Orlov (óblast de Kírov), on va defensar una tesi de doctorat sobre el turcman i on va passar la resta de la seva vida.[52] La seva obra literària en udmurt es va acabar en els anys vint.[53]
- Kuzebai Gerd (1898-1937), figura cabdal de la literatura i cultura udmurt, poeta, dramaturg, prosista, crític literari, etnògraf i folklorista, va ser condemnat a la pena de mort, que li va ser reduïda a deu anys de treballs forçats (sembla que a petició de Maksim Gorki). Jutjat de nou el 10 d'octubre de 1937 per un nou cas muntat mentre estava en reclusió al camp de Solovki, va ser afusellat l'1 de novembre a Sandarmokh.[54][55][56][43] L'arxiu de Gerd es va perdre després de la seva detenció; la seva biblioteca i papers van quedar dispersats.[57]
- Konstantin Iàkovlev (1891-1937), escriptor udmurt, va ser condemnat a deu anys de treballs forçats, que va cumplir al camp de Solovki. El 14 d'octubre de 1937 va tornar a ser jutjat i l'1 de novembre, afusellat a Sandarmokh.[58][59][60]
- Iàkov Ilin (1896-1958[61] o 1859),[62] filòleg udmurt, poeta, periodista, autor d'un diccionari udmurt-rus, primer director de l'Institut Udmurt d'Història, Llengua i Literatura (1930-1932), fou condemnat a cinc anys de treballs forçats.[63][64] Després fou desterrat i es va veure privat de participar en la vida científica d'Udmúrtia.[61]
- Vassili Litkin (1895-1981), filòleg i escriptor komi, que després va ser un dels grans especialistes en llengües finoúgriques de l'URSS, va ser condemnat a cinc anys de treballs forçats, reduïts a tres anys, que va complir al krai de Khabàrovsk.[65][66] Després de sortir en llibertat i fins al 1938, va ser obligat a treballar pel sistema de camps de treball penitenciari de l'Extrem Orient (conegut com a Dallag) com a economista. A partir de 1939, se'l permeté de viure a Orenburg, on obtingué el grau de «doktor nauk» i, més tard visqué a Riazan.[67] Tanmateix, tenia prohibit viure a les grans ciutats i visitar la República de Komi.[68] El 1956 fou «rehabilitat» i el 1959 va poder traslladar-se a Moscou on va treballar en el Departament de Llengües Finoúgriques de l'Institut de Lingüística de l'Acadèmia de Ciències de l'URSS.[67] Malgrat això, quan el 1960 arribava a Siktivkar a una conferència sobre reformar l'ortografia del komi, agents locals del KGB li van impedir abandonar l'avió i van enviar-lo de tornada a Moscou.[69]
- Mikhaïl Màrkelov (1899-1937), etnògraf èrzia, va ser condemnat a cinc anys de treballs forçats, reduïts a cinc anys de desterrament a Tomsk. Va ser detingut novament el 27 d'octubre de 1937 i afusellat el 9 de novembre.[70][71][72]
- Vassili Nalímov (1879-1939), etnògraf i escriptor komi, professor universitari primer a Nijni Nóvgorod i després a Moscou, va ser posat en llibertat sota fiança a petició, entre d'altres, de Maria Uliànova, la germana petita de Lenin. Va tornar a ser detingut el 27 d'agost de 1938 pel «cas dels nacionalistes komis» Va morir el 28 de desembre de 1939 a la presó de Siktivkar.[73][74][75][76]
- Aixaltxí Okí (1898-1973), primera poetessa udmurt, va ser alliberada després del judici. Va ser detinguda de nou el 3 de maig de 1937 i alliberada el 3 de juliol.[77] Segons va escriure en una carta molts anys després, va quedar tan terroritzada que va deixar d'escriure el 1931 i va destruir tots els llibres que tenia en udmurt.[78][79]
- Fiódor Streltsov (1877-?), metge a Votka (Udmúrtia) de nacionalitat russa, estudiós de la història local, membre de la societat cultural Bölyak i que participava en expedicions arquelògiques, va ser posat en llibertat després del judici.[80] No va poder publicar més treballs a continuació.[81]
- Mikhaïl Tímaixev (1903-1937), dramaturg udmurt, va ser condemnat a deu anys de treballs forçats. El 1936 estava al camp de Norilsk, per sobre del cercle polar àrtic. El 5 d'octubre de 1937 va ser tornat a jutjar i el 20 de novembre, afusellat a Dudinka (Taimir).[82][83][84][85]
- Aleksei Txeúsov (1882-1940), escriptor, crític literari i historiador komi, secretari de la Societat per l'Estudi de la Regió Komi (1925-1926), va ser jutjat només el gener de 1934 i condemnat a tres anys de desterrament[86][87][88] (una altra font diu que va fer presó a Kazakhstan).[89] Va ser tornat a detenir el setembre de 1937, jutjat el febrer de 1939 i condemnat a deu anys de presó.[87][88] Morí al camp de concentració de Pezmög/Pezmeg, a la República Komi.

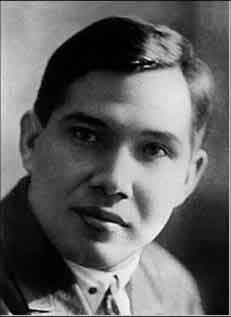
Kuzebai Gerd
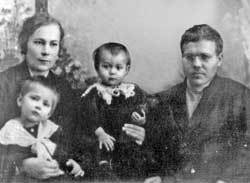
Dmitri Bàtiev
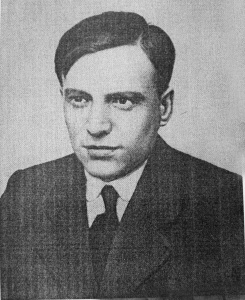
Trokai Boríssov
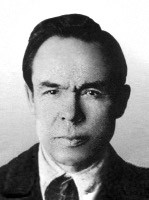
Vassili Molodtsov

Conseqüència directa d'aquest cas fou la dissolució de la Societat per l'Estudi de la Regió Komi, la primera societat científica komi, que fou fundada el 1922. Dos dels seus antics dirigents, Dmitri Bàtiev i Aleksi Txeúsov havien estat condemnats en el procés. Només el 1940 es va fundar un nou organisme equivalent, l'Institut de Llengua, Literatura i Història, a Siktivkar, que funciona fins avui.
Cinc dels acusats van ser afusellats el 1937: Kuzebai Gerd, Konstantin Iàkovlev, Ivan Burdiúkov, Mikhaïl Tímaixev i Mikhaïl Màrkelov. Els quatre primers eren udmurts i el cinquè, mordovià.

## Eco durant el Gran Terror
Durant el Gran Terror de 1937-1938 una nova onada de repressió s'abaté sobre els intel·lectuals finoúgrics, com es pot veure dels breus esbossos biogràfics dels acusats en el cas SOFIN. A conseqüència d'aquesta nova onada repressiva, gairebé tots els acusats foren detinguts de nou. Foren afusellats Dmitri Bàtiev, Ivan Burdiúkov, Kuzebai Gerd, Konstantín Iàkovlev, Mikhaïl Màrkelov i Mikhaïl Timàixev, mentre que Vassili Nalímov morí a la presó, però també molts altres filòlegs, literats, historiadors o pedagogs van estar afectats, com el lingüista komi Vassili Molodtsov (1886-1940), decà de l'Institut Pedagògic de Vólogda; l'historiador udmurt Faddei Makàrov (1900-1944), director de l'Institut Udmurt d'Història, Llengua i Literatura (1935-1937) i l'escriptor i filòleg udmurt Kedrà Mitrei (1892-1949).
Les persecucions durant El Gran Terror sobre els escriptors maris foren també una hecatombe. La majoria dels escriptors de la primera generació desaparegueren, entre ells, els principals. Maiórov Xketan (Iàkov Maiórov, n. 1898) morí de malaltia, el 16 de maig de 1937, quan començava la campanya a Ioixkar-Olà. Les seves obres van ser prohibides fins després de la guerra. Serguei Txavain (n. 1888), Nikolai Mukhin (n. 1890), Xabdar Óssip (Ióssif Xabdàrov, n. 1898) i Ólik Ipai (Ipati Stepànov, n. 1912) foren executats l'11 de setembre de 1937; Vladímir Saví (Vladímir Mukhin, n. 1888), Prokopi Kàrpov (n. 1901) i Andrei Eixkinin (n. 1891), el 10 de maig de 1938; Nikolai Tixin (n. 1907), el 14 d'agost i Ianix Ialkain (Ialkàiev, n. 1906), el 17 de setembre de 1938. Moriren al gulag Ivan Odar (Ivan Romanov, 1887-1938), Nikon Ignàtiev (1895-1938), Iivan Kirlà (Kíril Ivanov, 1909-1943), Aleksei Erikan (Aleksei Semiónov, 1912-1957) i altres. La Unió d'Escriptors de la RASS Mari fou clausurada. Entre els intel·lectuals que no eren escriptors, cal citar l'etnòlеg Timofei Ievséiev, anteriorment perseguit per la trama dels «federalistes finoúgrics»; el també etnòleg Mikhaïl Iantemir, creador amb Ievséiev de l'etnografia mari (n. 1887), afusellat l'11 de maig de 1938; el filòleg Guri Karmazin (conegut també sota el nom de ploma Guri Ebain, n. 1882), un dels principals creadors del mari oriental estàndard, també afusellat l'11 de maig de 1938; el pintor, afusellat l'11 de novembre de 1937, Konstantín Iegórov (n. 1897), fill de Fiódor Iegórov, i altres.

## Conseqüències
Molts dels que sobrevisqueren van estar desterrats dels seus llocs d'origen durant dècades, no se'ls permeté continuar les seves activitats amb relació a les seves llengües. Alguns, com Aixaltxí Okí, van quedar tan profundament afectats que no van poder-les reprendre mai més. Un altre cas paradigmàtic fou el de Semion Juikov (1891-1968), lingüista udmurt, autor de llibres de text, diccionaris, el primer diccionari ortogràfic udmurt, primer cap del departament de llengua i literatura udmurtes de l'Institut Pedagògic Udmurt, i que, el 1937, va fugir d'Udmúrtia i es va refugiar al Kazakhstan. Després de la guerra, va tornar a Rússia, on va estar ensenyant rus en els petits instituts pedagògics del districte Melekes (óblast d'Uliànovsk) i Róssoix (óblast de Vorónej). Mai més no va tornar a Udmúrtia ni publicar res sobre l'udmurt.